# Сараландж (Арагацотн)
Сараландж (вірм. Սարալանջ) — село в марзі Арагацотн, на північному заході Вірменії. Найближче місто — Апаран.